# تينا رينولدز
تينا رينولدز (بالإنجليزية: Tina Reynolds)‏ هي مغنية أيرلندية، ولدت في القرن العشرين في Greystones ‏ في جمهورية أيرلندا.

## وصلات خارجية
- تينا رينولدز على موقع IMDb (الإنجليزية)